# Луций Меций Постум
Луций Меций Постум (лат. Lucius Maecius Postumus) — римский политический деятель конца I века.
Постум, по всей видимости, происходил из сенаторской семьи из Тарраконской Испании. Около 76 года он входил в состав коллегии квиндецемвиров для судебных разбирательств. Затем Постум был трибуном XIII Парного легиона. 
В 79 году он находился на посту квестора, а после — народного трибуна. В 84 году Луций стал претором, затем он был легатом легиона в Сирии. И наконец, с июля по август 98 году он занимал должность консула-суффекта с Авлом Вицирием Марциалом.